# 트라운슈타인군
트라운슈타인군(Traunstein)은 독일 바이에른주 오버바이에른 현에 위치한 군이다. 총 인구는 170,521명이다.